# Artosis
Daniel Ray Stemkoski (nacido el 6 de abril de 1983), más conocido por su apodo Artosis, es un comentarista profesional de Esports de nacionalidad estadounidense. Comenta los juegos de la Liga Global StarCraft II de AfreecaTV junto con Nick "Tasteless" Plott.

## Primeros años
Stemkoski creció en Salem, New Hampshire. En su juventud, sus intereses incluían el baloncesto, el skate, los torneos de ajedrez y los juegos de estrategia competitivos. Los deportes eran su principal interés antes de encontrarse con el StarCraft competitivo. Su creciente interés en los juegos interfirió con su educación secundaria, donde reprobó muchas de sus clases. Se graduó de Salem High School en 2002.

## Carrera de StarCraft
Fue introducido a StarCraft a los 15 años en la casa de su mejor amigo, donde vio cómo se jugaba. Recibió una copia del juego para su cumpleaños de 15 y lo jugó casualmente con amigos. Comenzó a jugar StarCraft de forma competitiva estando postrado en cama con un tobillo roto e implantes metálicos después de un accidente de trampolín. Aunque sus amigos perdieron interés, él continuó compitiendo en internet. Stemkoski declaró que en el primer año paso unas 1,200 horas en el juego, jugando hasta 16 horas al día, y sabía que podía jugar en torneos. Sus padres confiscaron su módem de acceso telefónico y sus periféricos de computadora cuando el juego comenzó a afectar su vida, pero consiguió reemplazos. A pesar sus padres insistieron en que desistiera, Stemkoski decidió que seguiría el juego como una carrera, basándose en su popularidad en Corea del Sur. En este momento, era uno de los tres mejores jugadores estadounidenses de StarCraft. Representó a América del Norte dos veces en el Campeonato Mundial de StarCraft, y compitió en las finales de Estados Unidos ocho veces.
Comenzó un torneo de StarCraft en New Hampshire, y la escasez de torneos de habla inglesa lo motivó a empezar a comentar partidos. Stemkoski ha dicho que sentía que la comunidad del juego merecía más comentarios profesionales, y decidió hacerlo él mismo. Sus transmisiones fueron grabadas en una computadora y cargadas en la Web. En 2008, Stemkoski fue abordado por la compañía de transmisión coreana International e-Sports Group (IEG) y aceptó su oferta. Fue el segundo comentarista occidental de StarCraft en Corea del Sur, después de Nick Plott.
En Corea, Stemkoski compartía un pequeño apartamento con 15 jugadores profesionales adolescentes. A medida que el lanzamiento de StarCraft II se acercaba, Stemkoski y otro comentarista estadounidense que vivía en Seúl, Nick 'Tasteless' Plott, habían acumulado individualmente un número significativo de seguidores, generando interés de cadenas de televisión comerciales. Los dos comenzaron a transmitir juntos y se hicieron conocidos por un acrónimo de sus apodos, Tasteless y Artosis, como Tastosis. Antes de asociarse, se habían conocido a través de sus antiguas carreras de juego competitivas, pero se hicieron amigos en Corea. Polygon atribuyó su éxito a su dinámica "mágica" de sus personalidades complementarias, con Stemkoski siendo enciclopédico y analítico, y Plott audaz y sociable. En julio de 2013, Polygon informó que Tastosis era "el dúo de transmisión de StarCraft II más conocido del mundo", ambos transmitiendo para GOMTV Global StarCraft II League. En 2011, Rick McCormick de PC Gamer citó al par como ejemplos de cómo la profesión de los deportes electrónicos está desarrollando celebridades. Paul Miller de La Verge se refiere a Tastosis como "los principales practicantes de transmisiones de StarCraft". Un documental financiado mediante micromecenazgo sobre sus carreras, Sons of StarCraft, fue lanzado a principios de 2013.
Stemkoski y Plott se preparan por separado. Stemkoski mira partidos de StarCraft constantemente mientras que por otro lado Plott estudia comentarios de deportes no tradicionales y las principales noticias sobre StarCraft. Juntos, incorporan historias de equipo y sus respectivas estrategias en los comentarios. Plott ha dicho que considera las lecturas matizadas de Tastosis sobre las tácticas de los jugadores y sus eventualidades como una "puerta de entrada" para atraer al público desconocido hacia StarCraft.
Stemkoski transmitió junto a Plott en las finales de Europa de la StarCraft II World Championship Series 2012, finales de Australia y Oceanía, nacionales del Reino Unido, DreamHack Winter 2011, IGN Pro League Season Two, Major League Gaming 2012 Spring Arena, Raleigh, y 2011 Orlando. En el DreamHack Open 2013 en Estocolmo, Stemkowski transmitió solo.
Dos personajes easter egg en StarCraft II: Heart of the Swarm llevan el nombre de Artosis y Plott.
En su canal de YouTube, ArtosisTV, sube regularmente contenido relacionado con Starcraft II. A partir de abril de 2020, el canal tiene 114,000 suscriptores.

## Carrera deHearthstone
Artosis comenzó a jugar el juego de cartas coleccionables en línea de Blizzard Entertainment Hearthstone: Heroes of Warcraft en 2013, comenzando a publicar podcasts de Hearthstone en septiembre del mismo año. En noviembre de 2013, Blizzard lo invitó a participar en el Innkeeper's Invitational, un torneo de Hearthstone organizado como parte de la convención anual de la BlizzCon. El 8 de noviembre, Artosis ganó el torneo y fue coronado "Gran Maestro del Hogar".
Artosis es un transmisor regular de torneos de juegos que ocasionalmente incluye contenido de Hearthstone. También apareció en los shows de Fight Night Hearthstone de ESports Global Network, como parte del Team Dogehouse y en la Copa Seatstory 2015. Transmite en Twitch y afreecaTV.

## Vida personal
Artosis está casado y vive en Corea del Sur con su esposa y sus cuatro hijos: Aria (14 de enero de 2012), los gemelos Elise y Malcolm (28 de abril de 2017) y Maeve (3 de septiembre de 2019).